# 香橙
香橙（学名：Citrus × junos），也稱羅漢橙、香圆、柚子（日本柚子），芸香科柑橘屬植物。
日語和韓語稱呼為，而華語指稱的「柚」在日語則一般稱作。
果實外觀接近橘，表皮不光滑，具芳香，果肉酸澀。在日本廣泛應用於調味香辛料或薰香原料，如柚子胡椒、柚子湯；而韓國傳統茶飲柚子茶亦以香橙為原料。

## 簡介
現經過研究，已得知其為宜昌橙與橘的雜交品種（Citrus ichangensis × Citrus reticulata）。一般作為小喬木栽培，樹枝有粗長刺，新梢及嫩葉柄常被疏短毛。葉厚紙質，翼葉倒卵狀橢圓形，頂部圓或鈍，向基部漸狹楔尖，葉片卵形或披針形，基部圓或鈍，葉緣上平段有細裂齒，稀近於全緣。花單生於葉腋，有下垂性，花梗短；花萼杯狀；花瓣白色，有時背面淡紫紅色；花柱長約為子房高的2倍，柱頭幾與子房等大。果扁圓或近似梨形；種子多達40粒，闊卵形，飽滿，平滑，子葉乳白色，單或多胚。花期4-5月，果期10-11月。
原產於中國多個省區。五嶺以南不產，中國12-16世紀書籍中提及長江沿岸產的「橙」，大多是指本種，而非現今所稱的甜橙。民間俗稱的香橙則可能包括各種橙子。本種是柑橘屬分布較廣也較北的一種，性耐寒，個別品種為半落葉。香橙果實含有益人體的橙皮苷、檸檬酸、蘋果酸，琥珀酸、糖類、果膠和維生素C等；味甘，性平。具有生津止渴、疏肝理氣、通乳等功效。